# Strój kociewski
Strój kociewski – strój ludowy noszony na terenie Kociewia. Jego tradycyjna forma zanikała stopniowo od połowy XIX wieku, powodem był intensywny rozwój przemysły włókienniczego i dostęp do surowców pochodzenia fabrycznego. Do czasów współczesnych nie zachowały się prawie żadne elementy tradycyjnego stroju kociewskiego, na podstawie których jednoznacznie można by było stwierdzić, jak wyglądał. Współcześnie funkcjonuje sceniczna wersja stroju kociewskiego, która w niewielkim stopniu nawiązuje do nielicznych zachowanych historycznych artefaktów.

## Strój męski

### Elementy odzieży
Składał się z koszuli, spodni sukiennych lub płóciennych, kamizelki sukiennej i sukmany.
Koszule szyto z białego płótna, wykańczając ją stojącym kołnierzykiem i długimi rękawami, ujętymi w oszewkę zapinaną guzikiem. Od święta kołnierzyk przewiązywano czarną tasiemką w kokardkę. Spodnie noszono samodziałowe – na co dzień szare, a od święta granatowe. Posiadały one tzw. klapkę zapinaną obustronnie na guzik. Nogawki wpuszczano w cholewiaste buty, które na południu Kociewia nazywano skorzniami lub skorzenkami, a na północy i wschodzie kropówkami. Na koszulę zakładano kamizelkę sukienną, granatową lub czarną, wykończoną niskim kołnierzykiem – stójką. Dawniejsze kamizelki były znacznie dłuższe, z tyłu fałdowane, a od przodu przycięte poziomo. Od wewnątrz były podszyte czerwoną, barchanową podszewką i opatrzone dwoma rzędami błyszczących guzików. Od święta wkładano długą do pół łydki sukmanę z grubego, granatowego (ciemnomodrego), lub czarnego sukna samodziałowego. Była ona z przodu gładka, z tyłu zaś od stanu – rozkloszowana i obficie fałdowana. Kołnierz miała z tyłu wąski, postawiony, przechodzący do przodu w trójkątne, odstające klapy. Rękawy były proste, bez mankietów.
Wśród chłopów popularne były białe sukmany, nazywane też żupanami. W miejsce sukmany weszły później niebieskie płaszcze z krótką peleryną. Dawniej kociewiacy w święta i uroczyste dni przewiązywali sukmanę długim, kolorowym pasem „swojskiej roboty”. Wiązano go w supeł ze zwisającymi końcami po lewej stronie bioder. W XVIII w. były one nieodłączną częścią stroju zarówno szlacheckiego, jak i chłopskiego.
Pospolitym nakryciem głowy była tzw. baranówka, cylindryczna dość wysoka czapka z czarnego lub siwego futerka. Letnie baranówki były niższe i posiadały płócienną podszewkę. Pod koniec XIX w. upowszechniły się tzw. maciejówki – okrągłe czapki z czarnego lub granatowego sukna z otokiem i daszkiem. Dodatkiem do stroju męskiego były: łańcuszek do zegarka, tabakierka rogowa lub z kory wiśniowej albo brzozowej, skórzana sakiewka na pieniądze oraz duża, kolorowa chusta do nosa.

### Kolorystyka i zdobnictwo
Kolory ciemne, granatowy, szary i brązowy

## Strój kobiecy

### Elementy odzieży
W II połowie XIX w. składał się z długiej koszuli, kilku spódnic, kiecy i sznurówki, czepka dla mężatek i chustek na głowie dla ogółu kobiet. Na nogi wdziewano czarne, granatowe lub białe pończochy i wysokie, sznurowane, czarne buty. Nowszym strojem była suknia jednolita, złożona z kiecy i przyszywanego do niej stanika. Dawniej koszule damskie sięgały kolan. Składały się one z dwóch części: górnej- obcisłej i luźnego podołka sztywnego w stanie. Wykrój szyjny był drobno marszczony, zaciągany sznureczkiem. rękawy koszuli były długie, ujęte w oszewkę, zapinane na guziczek.
Kociewianki nosiły 2-3 spódnice, nakładane kolejno na koszulkę. Pierwsza zwykle z białego gładkiego płótna; druga barwna w kolorowe kwiatki. Obie wykańczano u dołu ząbkowaną koronką.Trzecia spódnica wykonana bla z płótna barwionego na kolor czerwony brunatny modry lub zielony. Ta ostatnia posiadała ukrytą z tyłu kieszeń – na drobiazgi. Jako odzienie wierzchnie na spódnicę nakładano kiecę zwaną też dołkiem. Szyto ją z wełnianego samodziału – czerwonego lub brunatnego dla kobiet młodych, a granatowego lub czarnego dla starszych. Kiece wykańczano u dołu dla ozdoby kilkoma rzędami czarniej tasiemki lub pasem aksamitu (tzw. lamówką)
Górna część odzieży wierzchniej stanowiła obcisła, bezrękawna sznurówka (rodzaj gorsetu z przodu sznurowany lub zapinany na haczyki). Uzupełnieniem stroju kobiecego były fartuch, wykonane z różnorodnych materiałów i w różnych barwach. Najczęściej jednak uszyte były z białego płótna. Od święta panny nosiły białe, wełniane pończochy(mężatki zaś granatowe lub czarne), które robiono na drutach. w tym czasie mężatki nosiły też tzw. jupki – ciepłe kaftaniki z grubszego sukna, w kolorach: siwym, brązowym lub czarnym, podszyte czerwonym barchanem. Kobiety starsze nosiły zwykle obuwie czarne, dziewczęta zaś brązowe, sznurowane lub zapinane na guziki. Jako okrycie głowy dla mężatek stosowano białe, płócienne czepki, które kobiety nosiły już od odczepin, lub kolorowe chusty, które składano w trójkąt i wiązano pod brodą. Natomiast panny nosiły różnobarwne chusteczki, które często wiązano naczółkowo w ten sposób, że składano je w szeroki pas okalano nim głowę i wiązano nad czołem podwójnie w rożki. Dodatkiem do stroju kobiecego stanowiły korale z barwionego szkła lub bursztynu (3 sznury korali). Kociewianki nosiły też bursztynowe broszki oraz tzw. zausznice (kolczyki).

### Kolorystyka i zdobnictwo
Czerwony, brązowy, zielony

## Rekonstrukcje
Pierwsze próby rekonstrukcji strojów kociewskich zostały podjęte przez dr Józefa Gajka przed wybuchem II wojny światowej. Od lat 50. XX wieku kolejnych opracowań dokonywali Alfred Błażyński i ponownie Józef Gajek, na potrzeby zespołu folklorystycznego ze Starogardu Gdańskiego.

## Badacze
- ks. Władysław Łęga
- dr Longin Malicki
- ks. Bernard Sychta
- dr Józef Gajek

## Zbiory muzealne
Elementy ubiorów kobiecych i męskich znajdują się w zbiorach:
- Muzeum Ziemi Kociewskiej w Starogardzie Gdańskim – zbiór liczy 29 elementów z miejscowości Pączewo i powiatu starogardzkiego[3];
- Oddziale Etnografii – Spichlerzu Opackim Muzeum Narodowego w Gdańsku – zbiór liczy 29 elementów z miejscowości Pomyje, Wierzbiny, Pączewo, Wda oraz Drzycim[4];
- Muzeum Etnograficznym im. Marii Znamierowskiej- Prüfferowej w Toruniu – zbiór liczy 18 elementów z miejscowości Święte, Biechówko, Jaszcz, Świecie, Przechowo, Małociechowo, Wielki Komórsk, Pelplin[4].